# Stipa nevadensis
Stipa nevadensis là một loài thực vật có hoa trong họ Hòa thảo. Loài này được B.L.Johnson miêu tả khoa học đầu tiên năm 1962.